# Hüseyin Kartal
Hüseyin Kartal  est un footballeur turc né le 1er janvier 1982 à Eğirdir. Il évoluait au poste d'attaquant.

## Biographie

### En club
Hüseyin Kartal joue principalement en faveur des clubs d'Ankaragücü, d'Ankaraspor, de Denizlispor et de Diyarbakırspor. Il dispute un total de 194 matchs au sein des trois premières division turques, inscrivant 31 buts. Il réalise sa meilleure performance lors de la saison 2007-2008, où il inscrit 12 buts en deuxième division avec Diyarbakırspor.
Il participe également à la Coupe de l'UEFA et à la Coupe Intertoto.

### En équipe nationale
International turc, il reçoit ses seules deux sélections en équipe de Turquie lors de la Coupe des confédérations 2003. Il joue à cet effet contre les États-Unis et contre le Cameroun,.

## Carrière
- 1999-2001 :  Sidespor
- 2001-2004 :  Ankaragücü
- 2004-2005 :  Ankaraspor
- 2005-2006 :  Denizlispor
- 2006-2009 :  Diyarbakırspor
- 2009 :  Kasımpaşa SK
- 2009-2010 :  Göztepe SK
- 2010 :  Yeni Malatyaspor

## Palmarès
Avec la Turquie :
- Troisième de la Coupe des confédérations 2003.